# Platforma Godność i Prawda
Platforma Godność i Prawda (rum.: Partidul Platforma Demnitate și Adevăr, DA) – mołdawska centrowa partia polityczna, założona przez Andreia Năstase, prawnika i byłego prokuratora. Została założona 13 grudnia 2015 roku. Została członkiem-obserwatorem Europejskiej Partii Ludowej w 2017 roku.

## Historia

### Założenie[6]
21 kwietnia 2015 roku w Kiszyniowie odbył się kongres założycielski partii. W kongresie wzięło udział 300 delegatów ze wszystkich regionów kraju, którzy zatwierdzili program polityczny i wybrali kierownictwo partii.
W wyborach parlamentarnych w 2014 r. partia zdobyła 0,73% głosów i nie zdołała pokonać sześcioprocentowego progu wyborczego.

### Ustanowienie partii Godność i Prawda oraz protesty zorganizowane przeciwko władzom
Po skandalu finansowym w kraju, znanym jako Kradzież Stulecia, odbył się kongres założycielski partii. Członkami założycielami platformy byli: Oazu Nantoi, Igor Boțan, Valentin Dolganiuc, Stanislav Pavlovschi, Michael Manole, Olesea Stamate, Mariana Kalughin, Cornelia Cozonac, Angela Aramă, Alexandru Cozer, Vasile Zgardan, Vasile Năstase, Dinu Plîngău, Andrei Năstase i Nicolae Misai.
Od wiosny 2015 Platforma DA organizowała pokojowe protesty na dużą skalę, natomiast 6 września 2015 r. partia zainicjowała częste protesty na placu Wielkiego Zgromadzenia Narodowego. Utworzono wówczas Radę Wielkiego Zgromadzenia Narodowego – instytucję, która reprezentowała protestujących w dialogu z władzami. Podczas protestu 6 września 2015 r. członkowie Platformy sformułowali nowe żądania, w tym: rezygnację prezydenta Nicolae Timoftiego, ogólnokrajowe, przedterminowe wybory prezydenta Republiki Mołdawii.

### Wybory parlamentarne w Mołdawii w 2019 roku
W Wyborach parlamentarnych w Mołdawii w 2019 roku partia uczestniczyła pod szyldem Bloku wyborczego Teraz. Do Parlamentu Republiki Mołdawii z ramienia Platformy Godność i Prawda dostali się:
- Andrei Năstase – Prezes Klubu Parlamentarnego,
- Maria Ciobanu – Wiceprezes Klubu Parlamentarnego,
- Sergiu Litvinenco – Sekretarz Klubu Parlamentarnego,
- Inga Grigoriu,
- Octavian Țîcu,
- Stela Macari,
- Chiril Moțpan,
- Igor Munteanu,
- Iurie Reniță,
- Alexandru Slusari,
- Arina Spătaru,
- Liviu Vovc.

### Rząd Mai Sandu
Partia 8 czerwca 2019 roku weszła w skład nowego, rządu Mai Sandu. Członkami rządu z ramienia DA zostali:
- Andrei Năstase – wicepremier, minister Spraw Wewnętrznych[16][15];
- Stanislav Pavlovschi – minister Sprawiedliwości[17][18][15].

Ponadto członek Platformy Godność i Prawda, Alexandru Slusari został wiceprzewodniczącym Parlamentu Mołdawii.

## Ideologia
Kierownictwo partii wyraziło sprzeciw wobec oligarchicznego rządu mafijnego Vladimira Plahotniuca. Jest określana jako partia proeuropejska, centroprawicowa, antykorupcyjna i liberalna.